# Augustus 2008
Dit artikel geeft een chronologisch overzicht van belangrijke gebeurtenissen per dag in de maand augustus van het jaar 2008.

## Gebeurtenissen

### 1 augustus
- Bij de afdaling van de K2, een zeer beruchte berg in de Himalaya en de op een na hoogste ter wereld, komen 25 alpinisten vast te zitten als op 8200 meter hoogte een zeer groot stuk ijs afbreekt en hun klimtouwen meesleurt. Ten gevolge hiervan komen elf bergbeklimmers om het leven, drie worden er nog vermist.
- De nieuwe fondsen in de AEX-index zijn: Fugro, USG People, Bam en Wereldhave. Ze komen in de plaats van de overgenomen ABN AMRO en Vedior.
- George Tupou V wordt tot koning van Tonga gekroond.
- Een totale zonsverduistering vindt plaats en is (gedeeltelijk) zichtbaar op het noordelijk halfrond.
- De inflatie bedroeg in de maand juli in Nederland 3,2 procent, het hoogste percentage sinds december 2002, en in België 5,91 procent, het hoogste percentage sinds juli 1984. Oorzaak zijn de gestegen energie- en voedselprijzen.

### 2 augustus
- Voor de derde maal in acht dagen krijgt een vliegtuig van de Australische luchtvaartmaatschappij Qantas (onderweg naar Manilla) problemen en moet terugvliegen naar Sydney, ditmaal wegens een lek aan het hydraulisch systeem.

### 3 augustus
- 's Avonds wordt het dorpje Lutjegast en omgeving in de Nederlandse provincie Groningen enkele minuten geteisterd door een windhoos. Er wordt veel schade aangericht maar er vallen geen slachtoffers.
- Delen van Belgisch Limburg en het Hageland worden geteisterd door noodweer.

### 4 augustus
- De Rotterdam, ooit het vlaggenschip van de Holland-Amerika Lijn, keert voorgoed terug in Rotterdam.

### 5 augustus
- Het KNMI registreert in Emmen een aardbeving met een kracht van 2,0 op de schaal van Richter.
- Het MIT kondigt een nieuwe en efficiëntere methode aan voor de opslag van zonne-energie, waarbij water door elektrolyse gesplitst wordt in water- en zuurstof.

### 6 augustus
- Een uitbraak van cholera in de Filipijnse provincie Sultan Kudarat kost aan zeker achttien personen het leven.

### 7 augustus
- Na aanhoudende Zuid-Osseetse beschietingen op Georgisch bewoonde dorpen en het negeren van een Georgische oproep tot een staakt-het-vuren, begint het Georgische leger een operatie om de "constitutionele orde" in de afvallige regio Zuid-Ossetië te herstellen; dit vormt de laatste aanloop tot de Russisch-Georgische Oorlog. De Georgische troepen startten een offensief op de Zuid-Osseetse hoofdstad Tschinvali.
- De missie van de Verenigde Naties in Irak, de United Nations Assistance Mission in Iraq (UNAMI), wordt door de voltallige Veiligheidsraad van de Verenigde Naties met een jaar verlengd. De UNAMI startte in augustus 2003.

### 8 augustus
- Gevechten in Zuid-Ossetië escaleren. Georgische troepen belegeren Tschinvali, en Russische tanks trekken Zuid-Ossetië in om de hoofdstad Tschinvali te ontzetten.
- Start van de Olympische Zomerspelen 2008 in Peking. Tijdens de openingsceremonie worden de vier belangrijkste Chinese uitvindingen uitgebeeld en ontsteekt oud-turner Li Ning met de Olympische vlam een groot vuurwerkspektakel.

### 9 augustus
- Naar aanleiding van de gevechten in de Georgische afvallige regio Zuid-Ossetië verklaart de Georgische president Micheil Saakasjvili Rusland formeel de oorlog. Ook in de noordwestelijke Georgische afvallige autonome regio Abchazië beginnen gevechten: Abchazische en Georgische troepen raken er slaags.

### 10 augustus
- Rusland verklaart de Georgische troepen uit de Zuid-Ossetische hoofdstad Tschinvali verdreven te hebben. Georgië kondigt een wapenstilstand af.

### 11 augustus
- In de wijk Buitenveldert in Amsterdam wordt een 34-jarige drugsbaron om het leven gebracht. De vorige criminele afrekening dateert van april 2006.

### 12 augustus
- President Dmitri Medvedev van Rusland verklaart het offensief in Georgië voor beëindigd; de Russische doelen zijn bereikt. Bij een Russisch bombardement op de stad Gori komt eerder op de dag de Nederlandse cameraman Stan Storimans van RTL Nieuws om het leven.

### 13 augustus
- Zeker 25 personen komen om bij gevechten in de westelijke regio Bajaur in Pakistan. Pakistaanse legerhelikopters voeren beschietingen uit op dorpen in de regio Bajaur, die geldt als een toevluchtsoord voor aanhangers van de Taliban en het terreurnetwerk al-Qaeda.
- Forensische rechercheurs van de politie in Utrecht treffen bij het onderzoek in een afgebrande schuur in De Hoef resten aangetroffen van een menselijk lichaam.
- Een dodelijke afrekening onder Turken in een ijssalon in het Duitse Rüsselsheim kost drie personen het leven. Een 29-jarige Turk en een van de aanvallers, een 26-jarige Turk, komen om het leven.
- Buurlanden Libanon en Syrië gaan voor het eerst diplomatieke betrekkingen aan en zullen ambassadeurs uitwisselen.
- De politie houdt in Rotterdam een 29-jarige man aan, die ze verdenkt van meerdere verkrachtingen.

### 14 augustus
- Wijnand Duyvendak van GroenLinks stapt op als Tweede Kamerlid. Hij was in opspraak geraakt door zijn activistische verleden in de jaren tachtig.
- Ongeveer 130 pantservoertuigen van het Russische leger verlaten de West-Georgische stad Zoegdidi en dringen Georgië dieper binnen. Dat meldt een woordvoerder van het Georgische ministerie van Binnenlandse Zaken in de hoofdstad Tbilisi.
- Er komt een voorlopig einde aan de ‘avondklok’ voor een aantal overlastgevende kinderen in de Rotterdamse wijk Katendrecht.
- De Zimbabwaanse autoriteiten nemen op de luchthaven van Harare de paspoorten van oppositieleider Morgan Tsvangirai, partijsecretaris Tendai Biti en een medewerker tijdelijk in.
- Polen en de Verenigde Staten bereiken een akkoord over plaatsing van delen van een omstreden Amerikaans raketschild in het Oost-Europese land.

### 15 augustus
- Oud-wethouder van Amsterdam Gerrit Jan Wolffensperger van D66 zegt door de kraakbeweging begin jaren tachtig in totaal 21 keer bedreigd te zijn en fysiek aangevallen.
- Zeker twintig mensen, onder wie minstens zes Italianen, komen om het leven door een ernstig verkeersongeluk in de Dominicaanse Republiek. Op een weg in het oosten van het Caribische land botsen twee bussen frontaal op elkaar.
- Een 56-jarige storingsmonteur zakt in Purmerend door het trottoir en komt tot zijn middel in gloeiend heet water terecht.
- Ethiopische troepen richten een bloedbad aan als ze schoten lossen op twee lijnbussen bij de Somalische hoofdstad Mogadishu. Volgens ooggetuigen komen daarbij minstens dertig burgers om het leven.

### 16 augustus
- Mexico is de winnaar van de 29e editie van het vuurwerkfestival in Scheveningen. Nederland eindigt op de vierde plaats.
- Rebellen uit de afvallige Georgische regio Abchazië zijn volgens het Georgische ministerie van Buitenlandse Zaken weer in de aanval gegaan. Ze zouden dertien Georgische dorpen en een elektriciteitscentrale in de grensstreek hebben veroverd.
- Een monument in Berlijn voor de homoseksuele slachtoffers van nazi-Duitsland is vernield. De nog onbekende daders slaan onder meer een glazen paneel aan gruzelementen.
- De Russische miljardair Michail Prochorov koopt de duurste villa ter wereld. Voor 496 miljoen euro wordt de oligarch de nieuwe eigenaar van een voormalig koninklijk paleis aan de Franse Rivièra. Villa Leopold werd in 1902 voor de Belgische koning Leopold II gebouwd bij Cap Ferrat in de buurt van Nice en Monaco.

### 17 augustus
- Na de Georgische president Micheil Saakasjvili ondertekent ook de Russische president Dmitri Medvedev het bestand dat moet leiden tot een terugtrekking van de Russische troepen nu de Russisch-Georgische Oorlog is beëindigd.
- De Amerikaanse zwemmer Michael Phelps wint acht gouden medailles tijdens de Olympische Spelen van Peking; een nieuw record na de zeven keer goud van zwemmer Mark Spitz in 1972 te München. Samen met de zes keer goud die Phelps vier jaar geleden in Athene won, is hij nu de succesvolste Olympische medaillewinnaar ooit.

### 18 augustus
- De Pakistaanse president Pervez Musharraf, geconfronteerd met een op handen zijnde afzettingsprocedure door het parlement, kondigt in een televisierede zijn aftreden aan.
- De Spaanse tennisser Rafael Nadal lost de Zwitser Roger Federer na 237 onafgebroken weken af als nummer 1 op de ATP-wereldranglijst.

### 19 augustus
- De Russische president Dmitri Medvedev belooft zijn Franse ambtgenoot Nicolas Sarkozy zijn troepen uiterlijk vrijdag uit Georgië terug te trekken. Hij stelt dat vijfhonderd militairen in het gebied zullen achterblijven.
- Een geslachtsveranderende operatie is voortaan gratis in Brazilië. Volgens de overheid hebben mensen het recht van geslacht te wisselen als ze ten minste 21 zijn en slagen voor een aantal psychologische testen.
- Het chemie- en verfconcern AkzoNobel bereikt definitieve overeenstemming over de verkoop van zijn verfmerk Crown Paints in het Verenigd Koninkrijk en Ierland.

### 20 augustus
- In Madrid verongelukt vlucht JK 5022 van Spanair tijdens het opstijgen van de luchthaven Madrid-Barajas. Er vallen 153 doden.
- De Jamaicaan Usain Bolt pakt op de Olympische Spelen na het goud op de 100 meter ook dat op de 200 meter. Zijn tijd is wederom een wereldrecord.
- De Verenigde Staten en Polen sluiten een akkoord over de plaatsing van een Amerikaans raketschild (systeem om raketten in de lucht of de ruimte te vernietigen) op Pools grondgebied. Rusland protesteert fel.

### 21 augustus
- Maarten van der Weijden wint op de Olympische Spelen in Peking het onderdeel tien kilometer openwaterzwemmen. Een bijzondere prestatie voor deze Nederlandse topzwemmer die nog maar een paar jaar geleden van leukemie genas.
- Zeker 63 mensen vinden de dood bij twee door de Taliban opgeëiste zelfmoordaanslagen buiten een munitiefabriek in de Pakistaanse stad Wah, dertig kilometer ten noorden van de hoofdstad Islamabad.

### 22 augustus
- In een poging het imago van besturingsprogramma Windows Vista op te poetsen, contracteert softwareconcern Microsoft de Amerikaanse komiek Jerry Seinfeld. De komiek zou ongeveer 10 miljoen dollar ontvangen.
- Honderdduizenden moslims gaan in de hoofdstad van de Indiase deelstaat Jammu en Kasjmir de straat op. Het is daarmee de grootste demonstratie tegen Indiase heerschappij sinds tien jaar.
- Bij een operatie van de internationale troepenmacht in het westen van Afghanistan worden 76 burgers gedood. Onder de slachtoffers zijn vooral vrouwen en kinderen.
- Het lukt de ruimtesonde Cassini om scherpe opnamen te maken van de brongebieden van enkele ijsfonteinen op Enceladus.

### 23 augustus
- De afgelopen dagen pakt België op de Olympische Spelen in Peking twee medailles: de vorige dag zilver voor de vrouwenploeg op de 4 x 100 m estafette en deze dag goud voor Tia Hellebaut op het onderdeel hoogspringen.
- De Democratische presidentskandidaat Barack Obama presenteert senator Joe Biden als zijn 'running mate' voor de presidentsverkiezingen.

### 24 augustus
- In Peking vindt de sluitingsceremonie van de Olympische Zomerspelen 2008 plaats.
- Een Boeing 737-219 van Itek Air verongelukt nabij het vliegveld Internationale Luchthaven Manas bij de Kirgizische hoofdstad Bishkek. Het vliegtuig vertrekt naar de Iraanse hoofdstad Teheran, maar keert vlak na het opstijgen terug wegens technische problemen. Twee kilometer van het vliegveld stort het vliegtuig neer. Er vallen 65 doden.

### 25 augustus
- De Amerikaanse president George Bush roept Rusland dringend op twee afvallige Georgische regio's Abchazië en Zuid-Ossetië niet als zelfstandige staten te erkennen.
- Italië zet de twee Roemenen uit die een Nederlandse vrouw en man overvielen in de buurt van Rome. De twee herders tuigden de Nederlanders met stokken af, verkrachtten de vrouw en beroofden het stel van 1500 euro. Zij hebben bekend.
- Er komt een onafhankelijk onderzoek naar vermeende misstanden binnen het korps van de politie Zeeland
- De Russische president Dmitri Medvedev waarschuwt Moldavië het voorbeeld van Georgië niet te volgen in de afvallige Moldavische regio Transnistrië. Militair ingrijpen in het gebied zou kunnen leiden tot een gewapend conflict, zegt Medvedev na een ontmoeting met de Moldavische president Vladimir Voronin.
- Vier mannen en een vrouw uit de omgeving van Enschede en Oldenzaal worden aangehouden in een onderzoek naar 180 insluipingen in Noord- en Oost-Nederland.

### 26 augustus
- Rusland erkent de onafhankelijkheid van Abchazië en Zuid-Ossetië. Westerse landen veroordelen de erkenning, die zij zien als een poging het conflict tussen Rusland en Georgië te verscherpen.

### 27 augustus
- De Spaanse wielrenner José Iván Gutiérrez schrijft in Mechelen voor het tweede jaar op rij de ENECO Tour op zijn naam.

### 28 augustus
- Een burgerrechter in Californië spreekt een Amerikaanse marinier vrij van het doden van twee Irakezen in Fallujah in 2004. Het is de eerste keer dat een ex-militair voor een burgerrechter moet verschijnen voor misdaden die tijdens gevechten zijn begaan.
- Twintig van de honderd grootste zorginstellingen van Nederland betalen hun directeur meer dan 220 duizend euro, het maximum jaarinkomen dat de branche zelf voor ogen heeft. Dat blijkt uit een inventarisatie van de Volkskrant.
- Cristiano Ronaldo wordt tijdens de loting van de groepsfase van de UEFA Champions League door de UEFA verkozen tot beste Europese clubvoetballer van het jaar. De Portugese aanvaller van Manchester United maakte vorig seizoen in totaal 42 doelpunten, waarvan acht in de Champions League.
- Het succesvolle boek De Gelukkige Huisvrouw van schrijfster Heleen van Royen wordt een toneelstuk. Theaterproducent V & V Entertainment brengt de voorstelling in het najaar van 2009 op de planken.

### 29 augustus
- De Republikeinse presidentskandidaat John McCain kiest de Alaskaanse gouverneur Sarah Palin als zijn running mate.

### 30 augustus
- De burgemeester van New Orleans, Ray Nagin, besluit tot de evacuatie van de gehele stad vanwege de naderende orkaan Gustav.

### 31 augustus
- Het parlement van Thailand komt in spoedzitting bijeen vanwege de aanhoudende demonstraties, die inmiddels tot grootschalige blokkades zijn uitgegroeid.
- In Almere prolongeert de Franse triatleet Julien Loy zijn wereldtitel lange afstand. Bij de vrouwen gaat de zege naar de Britse Chrissie Wellington.

<< · januari · februari · maart · april · mei · juni · juli · augustus · september · oktober · november · december · >>